# قنومة غنمية
قنومة غنمية (الاسم العلمي:Mormyrus ovis) هي نوع من الأسماك تتبع جنس القنومة من فصيلة الأسماك القنومية.